# Вознесенский сельский совет (Бурынский район)
Вознесенский сельский совет (укр. Вознесенська сільська рада) — входит в состав
Бурынского района
Сумской области
Украины.
Административный центр сельского совета находится в 
с. Вознесенка
.

## Населённые пункты совета
- с. Вознесенка
- с. Кореневка
- с. Сорока